# Heilig-Geist-Kirche (Vahrenwald)

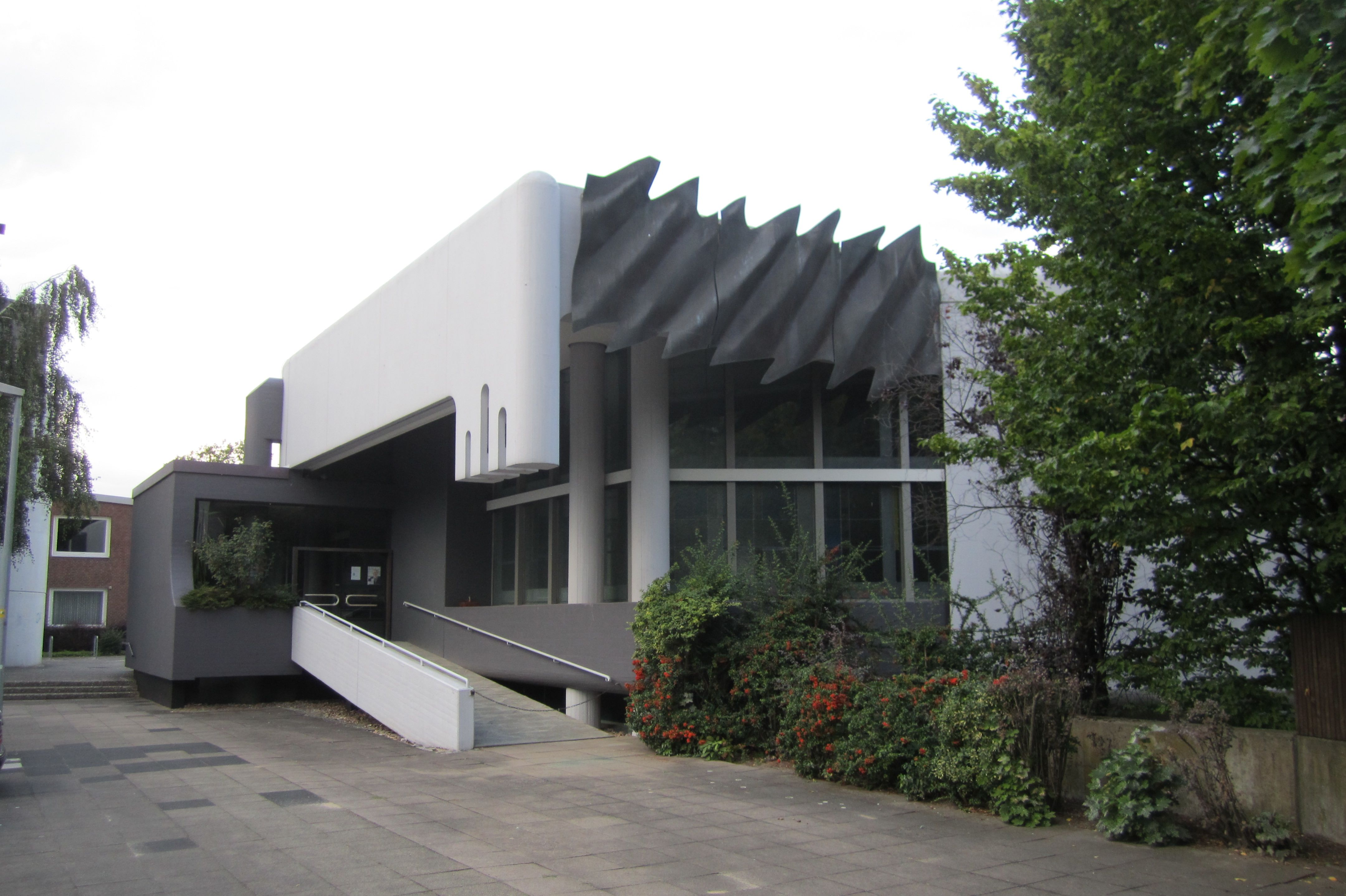
Eingangsbereich

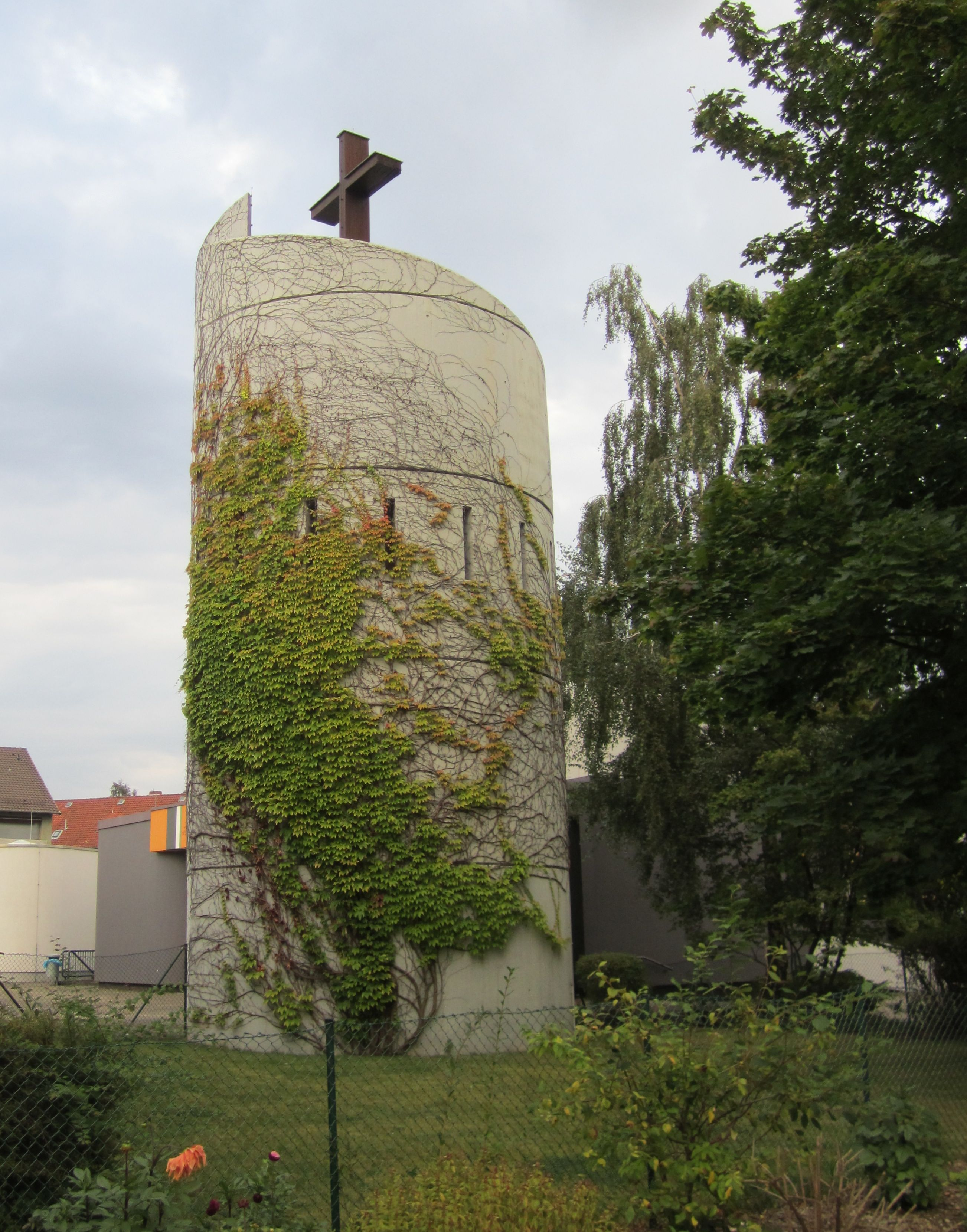
Glockenturm

Die Heilig-Geist-Kirche ist ein moderner, denkmalgeschützter ehemaliger Kirchenbau in Hannover-Vahrenwald.
Die evangelisch-lutherische Heilig-Geist-Kirchengemeinde wurde im Jahre 1962 gegründet und im Jahre 2024 aufgehoben.

## Kirchenbau
Der von dem Architekten Siegfried Laessig entworfene Kirchenbau wurde 1976 eingeweiht. Über ein Foyer gelangte man in den asymmetrisch gestalteten Kirchensaal. Die Decke des Innenraumes ist unterschiedlich hoch, der reliefartige Fußboden unterteilte den Raum in verschiedene Bereiche. Altar, Kanzel und Taufbecken wurden von Helmut Rogge aus Messing gestaltet, von ihm stammte auch eine Plastik über dem Altar in Form von Zacken, die an den Mantel Gottes erinnern sollte, der den Tempel erfüllte (Jesaja 6,1-3 ). Als Gegenstück befand sich über dem Kircheneingang ein siebenfaches Relief aus Tombak (eine Messing-Variante), das an die sieben Gaben des Heiligen Geistes erinnern soll; nach anderer Interpretation entspricht die Skulptur einer Stelle im Buch Jesaja, in der es heißt „... und sein Mantel füllte den Tempel“.

## Orgel
Die Orgel wurde 1979 von der Werkstatt Gebrüder Hillebrand Orgelbau erbaut. Das Instrument umfasst 16 Register auf zwei Manualen und Pedal. Die Trakturen sind mechanisch, die Windladen als Schleifladen ausgeführt. Die Disposition lautet wie folgt:
| I Hauptwerk C–g3 |    |
| Prinzipal        | 8′ |
| Rohrflöte        | 8′ |
| Oktave           | 4′ |
| Waldflöte        | 2′ |
| Mixtur IV        |    |
| Dulzian          | 8′ |

| II Brustwerk C–g3 |       |
| Gedackt           | 8′    |
| Rohrflöte         | 4′    |
| Quinte            | 1 ⁄3′ |
| Prinzipal         | 2′    |
| Terz              | 1 ⁄3′ |
| Scharf III        |       |
| Tremulant         |       |

| Pedal C–f1  |     |
| Subbass     | 16′ |
| Grobgedackt | 8′  |
| Choralbass  | 4′  |
| Trompete    | 8′  |

- Koppeln: I/II, I/P, II/P

## Umnutzung
Die Kirche wurde am 22. November 2022 entwidmet. Kirche und Gemeindehaus werden, nach Sanierungsarbeiten, zukünftig vom Knabenchor Hannover als Chorheim genutzt.
Die drei 1976 von der Glocken- und Kunstgießerei Rincker gegossenen Glocken sollen von einer evangelischen Gemeinde in Paistu in Estland weitergenutzt werden.